# Burhanuddin Rabbani
Burhanuddin Rabbani (Persa: برهان الدين رباني, Burhânuddîn Rabbânî; Feizabade, 20 de setembro de 1940 — Cabul, 20 de setembro de 2011) foi um político afegão, presidente do país de 1992 até 1996 e em 2001. Foi o líder do partido político afegão Jamiat-e Islami (Sociedade Islâmica do Afeganistão), e serviu como o chefe político da Aliança do Norte, uma associação de grupos políticos que lutaram contra o governo Talibã no Afeganistão. Entre 1992 e 1996, Rabbani foi presidente do Afeganistão, até que foi forçado a fugir de Cabul, quando os talibãs tomaram a cidade. Seu governo foi reconhecido como legítimo por muitos países e pelas Nações Unidas.
Foi assassinado na explosão de um carro-bomba em Cabul no dia 20 de setembro de 2011, enquanto negociava um acordo de paz com o Talibã.
Antes de morrer, Rabbani era o líder da Frente Nacional do Afeganistão, conhecido na mídia como a Frente Nacional, o maior grupo de oposição no governo de Hamid Karzai.